# コンチリアツィオーネ駅
コンチリアツィオーネ駅 (Conciliazione) は、ミラノ地下鉄1号線の駅の一つ。1964年に完成。
駅はミラノのコムーネ内のコンチリアツィオーネ広場にある。地下駅になっている。
市内区間に入っている。